# List (arkitektur)
List är ett långt och smalt inredningsföremål med en genomgående listprofil som används för att dölja skarvar och fogar mellan olika byggnadsdelar och som dekoration för byggnader, paneler, möbler och tavelramar. Listen kan vara gjord av trä, termoplast, gummi, sten, kakel, gips med mera. Lister runt fönster och dörrar kallas även foder. 

## Fogning av vägg- och taklister i trä eller termoplast
Väggar är sällan rätvinkliga varför det kan vara svårt att få till en snygg gering mellan anslutande lister.

### Ytterhörn
För ytterhörn där väggarna inte är rätvinkliga geras korta provbitar tills dess rätt vinkel ställts in på geringsågen, när detta är klart tar börjar man med lite för långa bitar som man efter kontroll kapar ner till rätt längder. 

### innerhörn
För innerhörn finns alternativet att istället för gering foga med hjälp av Stumfog även kallad Stumskarv. Detta görs genom att låta den ena listen vara kapad i 90° och gå rakt in hela vägen i hörnet. Den anslutande listen skärs till i ändytan med en slöjdkniv så att dess form matchar formen på den list som monterats med rak kapning ända in i hörnet. För en modern skugglist med rak listprofil räcker det att med geringsåg kapa den anslutande listen i ca 26,5°.

## Källhänvisningar
- Listverk i Nordisk familjebok (andra upplagan, 1912)

1. ↑  Svenska Akademiens ordbok: Foder